# Гвидолин, Франческо
Франче́ско Гвидоли́н (итал. Francesco Guidolin; 3 октября 1955, Кастельфранко-Венето, Италия) — итальянский футболист и тренер. Выступал на позиции полузащитника. Лучший тренер Серии А 2010 года.

## Карьера

### Клубная
Большую часть своей карьеры в качестве футболиста Франческо Гвидолин провёл в «Вероне». За «жёлто-синих» полузащитник выступал (с перерывами, во время которых играл на правах аренды в других командах) с 1975 по 1984 годы. Завершил карьеру игрока в 1986 году в «Венеции», выступавшей в то время в Серии C2.

### В сборной
В 1976—1977 годах привлекался в молодёжную сборную Италии. За команду Гвидолин дебютировал 22 сентября 1976 года и сыграл в общей сложности 5 матчей.

### Тренерская
Франческо Гвидолин начал карьеру тренера в 1988 году в команде «Джорджоне» из Кастельфранко-Венето, выступавшей в то время в Серии C2. Следующие 5 лет Гвидолин тренировал команды Серий С2 и C1, пока в 1993 году не вывел «Равенну» в Серию B. После этого успеха тренер непродолжительное время возглавлял клуб элитного дивизиона кальчо «Аталанта».
В следующем сезоне Гвидолин возглавил команду Серии B «Виченца». С этим клубом он в 1997 году выиграл Кубок Италии и в следующем сезоне дошёл до полуфинала Кубка обладателей кубков.
В 1998 году Франческо Гвидолин стал главным тренером «Удинезе». По итогам сезона его команда финишировала на 7-й позиции, однако перед началом следующего чемпионата тренер был отправлен в отставку. В ноябре 1999 года Гвидолин возглавил «Болонью». С этой командой в 2002 году дошёл до финала Кубка Интертото. Впрочем, уже в апреле 2003 года Гвидолин лишился своего поста. Не последнюю роль в его отставке сыграла оскорбительная фраза, однажды произнесённая им в адрес города Болоньи.
В январе 2004-го Гвидолин сменил Сильвио Бальдини на посту главного тренера «Палермо». Под его руководством сицилийцы вернулись в Серию А спустя 35 лет скитаний по низшим лигам, а по итогам сезона 2004/05 завоевали право выступать в кубке УЕФА. По окончании сезона Гвидолин возглавил «Дженоа», завоевавший право выступления в Серии А. Однако генуэзцы были отправлены в Серию С1 из-за обвинения в договорных матчах, и тренер расторг свой контракт.
В октябре 2005 года Франческо Гвидолин возглавил «Монако», однако оставался главным тренером лишь в течение одного сезона, по итогам которого «Монако» занял место в середине турнирной таблицы.
После возвращения из Франции Франческо Гвидолин в течение двух лет трижды назначался главным тренером «Палермо». Осенью 2007 года итальянским специалистом интересовался «Куинз Парк Рейнджерс». Тренер выражал заинтересованность в работе в английском клубе, однако в итоге стороны не смогли договориться об условиях контракта.
В сентябре 2008 года Гвидолин подписал контракт с «Пармой», которую в том же сезоне сумел вывести в Серию А. 24 мая 2010 года был назначен главным тренером «Удинезе». Команда под его руководством в сезоне 2010/11 заняла четвёртое место в национальном чемпионате и завоевала таким образом право участия в квалификационном раунде Лиги чемпионов следующего сезона.
20 мая 2014 года Франческо Гвидолин объявил о завершении тренерской карьеры и переходе на административные должности одновременно в «Удинезе» и два других клуба, принадлежащих Джампаоло Поццо, «Уотфорд» и «Гранаду».
18 января 2016 года назначен главным тренером валлийского клуба английской Премьер-лиги «Суонси Сити». 3 октября 2016 года освобождён от должности через 2 дня после поражения в домашнем матче 7-го тура чемпионата Англии 2016/17 против «Ливерпуля» (1:2).

## Достижения

### Командные

#### В качестве игрока
«Эллас Верона»
- Финалист Кубка Италии: 1975/76, 1983/84

#### В качестве тренера
«Виченца»
- Обладатель Кубка Италии: 1996/97
- Финалист Суперкубка Италии: 1997

«Болонья»
- Финалист Кубка Интертото УЕФА: 2002

«Палермо»
- Победитель Серии Б: 2003/04

### Личные
- Премия «Золотая скамья»: 2010/11

## Статистика

### В качестве игрока (по сезонам в чемпионатах Италии)
| Клуб                      | Сезон                     | Лига                      | Игры | Голы |
| ------------------------- | ------------------------- | ------------------------- | ---- | ---- |
| Верона                    | 1975/76                   | Серия А                   | 6    | 0    |
| Верона                    | 1976/77                   | Серия А                   | 18   | 1    |
| Верона                    | 1978/79                   | Серия А                   | 14   | 1    |
| Верона                    | 1980/81                   | Серия B                   | 30   | 4    |
| Верона                    | 1981/82                   | Серия B                   | 32   | 8    |
| Верона                    | 1983/84                   | Серия А                   | 2    | 0    |
| Всего за «Верону»         | Всего за «Верону»         | Всего за «Верону»         | 96   | 14   |
| Самбенедеттезе            | 1977/78                   | Серия B                   | 35   | 3    |
| Всего за «Самбенедеттезе» | Всего за «Самбенедеттезе» | Всего за «Самбенедеттезе» | 35   | 3    |
| Пистойезе                 | 1979/80                   | Серия B                   | 35   | 5    |
| Всего за «Пистойезе»      | Всего за «Пистойезе»      | Всего за «Пистойезе»      | 35   | 5    |
| Болонья                   | 1982/83                   | Серия B                   | 24   | 1    |
| Всего за «Болонью»        | Всего за «Болонью»        | Всего за «Болонью»        | 24   | 1    |
| Венеция                   | 1984/85                   | Серия C2                  | 26   | 1    |
| Венеция                   | 1985/86                   | Серия C2                  | 15   | 0    |
| Всего за «Венецию»        | Всего за «Венецию»        | Всего за «Венецию»        | 41   | 1    |
| Всего в Серии А           | Всего в Серии А           | Всего в Серии А           | 40   | 2    |
| Всего                     | Всего                     | Всего                     | 233  | 24   |